# Kostel Nanebevzetí Panny Marie (Bublava)
Kostel Nanebevzetí Panny Marie je římskokatolický filiální, dříve farní kostel v obci Bublava v okrese Sokolov v Karlovarském kraji. Nachází se v jižní, spodní části obce, vpravo od silnice do Tisové.

## Historie
První návrh na postavení společného kostela pro Bublavu a Stříbrnou padl roku 1844 již za Nosticů, ještě před zrušením patrimoniální správy. K realizaci stavby však nedošlo. Teprve 31. prosince 1882 se usnesl místní vzdělávací spolek, že bude usilovat o postavení kostela. Obecní zastupitelstvo návrh podpořilo a ustavilo komisi pro stavbu kostela. Byly prováděny sbírky, ale na stavbu kostela se nesešlo dost prostředků, a tak bylo rozhodnuto o postavení kaple. Ta byla dokončena 15. srpna 1883 a překlenula období, než se nashromáždil dostatek finančních prostředků pro stavbu kostela. Pro tři tisíce místních katolíků totiž pouhá kaple nestačila. Byl potřeba řádný kostel. Základní kámen k němu byl položen 15. srpna 1886. Stavbou s odhadovanými náklady 23 995 zlatých byl pověřen Emanuel Gemeinhardt ze Zelené Hory. Kostel byl vysvěcen 15. srpna 1887 a spadal pod kraslickou farnost. Vlastní farnost získala Bublava až v roce 1908 a udržela si ji do roku 2001, kdy byla připojena zpět k farnosti kraslické.

## Stavební podoba
Kostel je jednolodní obdélná pseudorománská strohá stavba s presbytářem a sakristií na jižní straně. Do hmoty kostela je včleněna hranolová věž čtvercového půdorysu. Spolu se vstupním průčelím kostela vytváří rizalit s jednoduchým portálem, nad kterým se nachází rozeta. Na každé boční straně je pět velkých, půlkruhově zakončených oken s vitrážemi. Loď je kryta sedlovou střechou se sanktusovou věžičkou.
Na vnější stranu kostela byl v roce 1932 umístěn pomník bublavským občanům, padlým v první světové válce. Nese jména 230 padlých.

### Interiér
Interiér má mobiliář z doby výstavby kostela. Dodavatelem vnitřního vybavení je tyrolský řezbář Ferdinand Stuflesser, zakladatel významné rodinné dílny v rakouském Svatém Ulrichu. Dodal tři oltáře, kazatelnu, sochy svatého Františka z Pauly a svaté Ludmily. Autorem obrazu hlavního oltáře s námětem Nanebevzetí Panny Marie je malíř Josef Kastner, syn Jana Kastnera. O Vánocích 1889 byl kostel doplněn o jesličky, rovněž z dílny řezbáře Stuflessera. Na západní kruchtě se nacházejí varhany z roku 1888.